# Strike Fighter Wing Atlantic
Le Strike Fighter Wing, US Atlantic Fleet (SFWL) (alias Strike Fighter Wing Atlantic, SFWL, STRKFIGHTWINGLANT) est le plus grand type d'escadre aérienne embarquée de l'US Navy avec 18 escadrons aux commandes de plus de 300 avions composés de six variantes différentes du F/A-18 Hornet et Super Hornet. Les escadrons sont basés à la Naval Air Station Oceana, qui abrite également le Fleet Replacement Squadron(FRS) de F/A-18 de la côte est, qui forme des pilotes et des officiers des systèmes d'armes (WSO) dans le Hornet et le Super Hornet avant qu'ils ne soient affectés à des escadrons de la flotte opérationnelle. Les escadrons de la flotte se déploient dans le cadre des Carrier Air Wings (CVW) en activité sur des porte-avions de la côte est et ouest.

## Histoire
L'escadre aérienne a été créée en 1970 en tant que Commander Light Attack Wing One (CLAW ONE) au Naval Air Station Cecil Field (en), en Floride. Avec l'introduction du F/A-18 à la fin des années 1980, le commandement a été renommé SFWL le 1er septembre 1993. À la suite de la décision de la Commission de réalignement et de fermeture de la base (BRAC) de fermer le NAS Cecil Field en 1999, l'escadre a déménagé au Naval Air Station Oceana, en Virginie en 1998.

## Mission
La mission du Strike Fighter Wing est de fournir aux commandants de la flotte américaine de l'Atlantique des escadrons de chasseurs d'attaque prêts au combat qui sont entièrement entraînés, correctement équipés, bien entretenus et soutenus. Elle est responsable de la préparation, de la formation, de l'administration et du soutien à la maintenance de tous les escadrons de Hornet et Super Hornet de la flotte de l'Atlantique. Bien que cette responsabilité de base s'étende tout au long du cycle de déploiement des unités individuelles, le contrôle opérationnel direct des escadrons de la flotte est généralement conservé par les commandants de l'escadre aérienne du porte-avions, qu'ils soient déployés ou non. L'escadre est également le principal défenseur des problèmes, des développements de maintenance et des facteurs de préparation opérationnelle ayant une incidence sur la communauté des escadrons de chasseur d'attaque.

## Organisation
La SFWL est commandée par un captain, également connu sous le nom de Wing "Commodore". L'état-major de l'escadre se compose d'environ 50 officiers, enrôlés et civils. Il relève directement du commandant de la flotte de l'Atlantique de l'U.S. Naval Air Force (Naval Air Force Atlantic) à Norfolk, en Virginie.

## Les unités subordonnées
Le Strike Fighter Wing Atlantic exerce le commandement administratif et opérationnel sur un escadron du Fleet Replacement Squadron et sur 16 autres escadrons opérationnels de F/A-18.
Chaque escadron se compose normalement de 10 à 12 avions, 22 officiers et environ 190 membres du personnel enrôlé.
| Désignation | Insigne | Surnom          | Avion     | Escadre                          |
| ----------- | ------- | --------------- | --------- | -------------------------------- |
| VFA-11      |         | Red Rippers     | F/A-18F   | Carrier Air Wing One (CVW-1)     |
| VFA-15      |         | Valions         | F/A-18F   | Carrier Air Wing Eight (CVW-8)   |
| VFA-31      |         | Tomcatters      | F/A-18E   | Carrier Air Wing Eleven (CVW-11) |
| VFA-32      |         | Swordsmen       | F/A-18F   | Carrier Air Wing Three (CVW-3)   |
| VFA-34      |         | Blue Blasters   | F/A-18F   | Carrier Air Wing One (CVW-1)     |
| VFA-37      |         | Ragin Bulls     | F/A-18E   | Carrier Air Wing Eight (CVW-8)   |
| VFA-81      |         | Sunliners       | F/A-18E   | Carrier Air Wing One (CVW-1)     |
| VFA-83      |         | Rampagers       | F/A-18E   | Carrier Air Wing Three (CVW-3)   |
| VFA-87      |         | Golden Warriors | F/A-18E   | Carrier Air Wing Eight (CVW-8)   |
| VFA-103     |         | Jolly Rogers    | F/A-18F   | Carrier Air Wing Seven (CVW-7)   |
| VFA-105     |         | Gunslingers     | F/A-18E   | Carrier Air Wing Three (CVW-3)   |
| VFA-106     |         | Gladiators      | F/A-18E/F | Fleet Replacement Squadron       |
| VFA-131     |         | Wild Cats       | F/A-18E   | Carrier Air Wing Three (CVW-3)   |
| VFA-136     |         | Knighthawks     | F/A-18E   | Carrier Air Wing Seven (CVW-7)   |
| VFA-143     |         | Pukin' Dogs     | F/A-18E   | Carrier Air Wing Seven (CVW-7)   |
| VFA-211     |         | Checkmates      | F/A-18F   | Carrier Air Wing One (CVW-1)     |
| VFA-213     |         | Black Lions     | F/A-18F   | Carrier Air Wing Eight (CVW-8)   |

De plus, le SFWL exerce le commandement sur le Strike Fighter Weapons School Atlantic (en).